# 카치토 데 시엘로
《카치토 데 시엘로》(스페인어: Cachito de cielo)은 2012년 방영된 멕시코의 텔레노벨라이다.